# Bainskloofpas

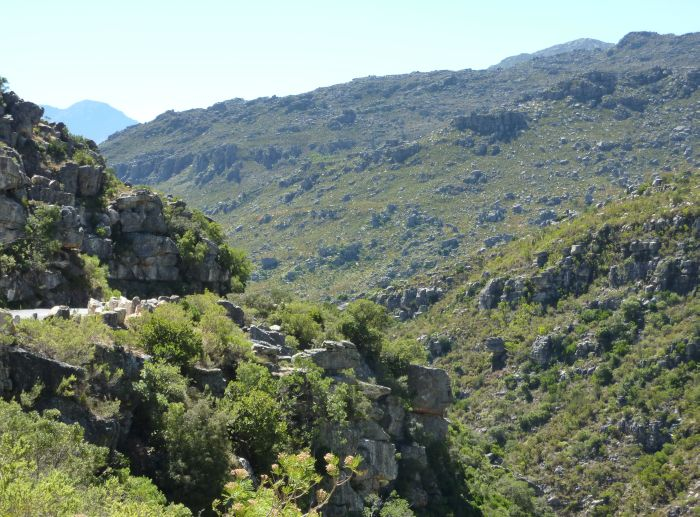
Een deel van de Bainskloofpas.

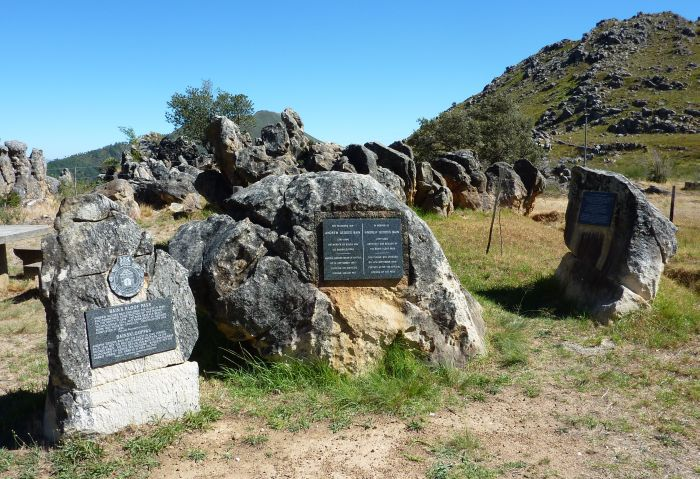
Monument in de Bainskloofpas.

De Bainskloofpas, ook wel de Bain's Kloof Pass genoemd, is een bergpas nabij de plaats Wellington in Zuid-Afrika.

## Geschiedenis
Halverwege de negentiende eeuw ontbrak een goede verbindingsroute vanuit de regio rondom Wellington naar het binnenland van Zuid-Afrika. Andrew Geddes Bain werd de taak gegeven om te zorgen voor een goede verbinding. In 1846 verkende hij daarop het gebergte en begon in 1849 met de aanleg van een weg door de kloof. De werkzaamheden werden verricht door gevangenen. Tijdens de aanleg kwamen drie personen om door ongevallen. De werkzaamheden waren in 1853 klaar.

## Ligging
De R303 die vanuit Wellington eerst naar het noordoosten naar Ceres en uiteindelijk naar het noordelijke Citrusdal loopt, gaat ongeveer tien kilometer ten oosten van Wellington door de Bainskloofpas.